# Blomskogs församling
Blomskogs församling är en församling i Nordmarkens pastorat i Västra Värmlands kontrakt i Karlstads stift. Församlingen ligger i Årjängs kommun i Värmlands län.

## Administrativ historik
Församlingen har medeltida ursprung.
Församlingen var till 1640 moderförsamling i pastoratet Blomskog, Trankil, Torrskog, Vårvik och Silbodal för att därefter till 1680 vara moderförsamling i pastoratet Blomskog, Trankil och Torrskog. Från 1680 till 1962 var den moderförsamling i pastoratet Blomskog, Trankil, Torrskog och Vårvik, för att därefter till 2010 vara moderförsamling i pastoratet Blomskog och Trankil.. Från 2010 till 2014 ingick församlingen i Silbodals pastorat. Från 2014 ingår församlingen i Nordmarkens pastorat.

## Organister
| Period    | Namn                | Levnadstid | Övrigt   |
| --------- | ------------------- | ---------- | -------- |
| 1854-1896 | Jan Petter Mossberg | 1820-1896  | Organist |

## Kyrkor
- Blomskogs kyrka